# Orde van Birma (Verenigd Koninkrijk)
De Orde van Birma (Engels: Order of Burma, Birmaans: Pyidaungsu Sithu Thingaha) was een koloniale ridderorde van het Britse Rijk. Birma werd geregeerd door een Britse gouverneur en deze verleende in het voormalige keizerrijk Birma dat van 1885 tot 1948 een Britse kolonie was deze onderscheiding voor verdienste.
De Ridderorde was bestemd voor de officieren van het Birmaanse leger, de militaire politie en de grenstroepen.
 George VI, Koning van het Verenigd Koninkrijk, Keizer van India stichtte de Orde op 10 mei 1940 in een Koninklijk Besluit (Royal Warrant) waarin hij vaststelde dat de dragers van de Orde van Birma de letters "O.B." achter hun naam mochten dragen. De Orde had één klasse en werd aan een groen lint met een lichtblauwe bies om de hals gedragen.
De dragers, er waren 16 decoraties voor het leger en 12 voor de politie gereserveerd, kregen een pensioen van een roepie per dag en eenmaal per jaar zouden de opengevallen plaatsen worden aangevuld.
Het kleinood van de Orde van Birma was een gouden ster met een medaillon waarop op een blauwe achtergrond een pronkende pauwehaan was afgebeeld. Op de blauwe ring daaromheen stond in gouden letters "ORDER OF BURMA" geschreven en als verhoging diende de Britse kroon.
De Orde werd 33 maal verleend en in 1948 vervangen door de Birmaanse 
"Pyidaungsu Sithu Thingaha", een Orde waarvan de naam ook met "Orde van Birma" vertaald wordt.  

Bron
H.Taprell Dorling D.S.O, R.N.,"Ribbons and Medals" New York 1974